# Aphaenogaster iberica
Aphaenogaster iberica é uma espécie de inseto do gênero Aphaenogaster, pertencente à família Formicidae.